# Eredivisie 2006/07
Die Eredivisie 2006/07 war die 51. Spielzeit der höchsten niederländischen Fußballliga. Sie begann am 18. August 2006 mit dem Spiel Sparta Rotterdam – Vitesse Arnheim und endete am 29. April 2007.
Meister wurde zum 20. Mal PSV Eindhoven, was gleichzeitig die Teilnahme an der UEFA Champions League 2007/08 bedeutete.

## Modus
Die 18 Mannschaften spielten an insgesamt 34 Spieltagen aufgeteilt in einer Hin- und einer Rückrunde jeweils zwei Mal gegeneinander. Die Mannschaften auf den Plätzen 2 bis 13 ermittelten in 20 Play-off-Spielen 6 weitere Europapokal-Teilnehmer.
ADO Den Haag beendete die Saison auf dem letzten Tabellenplatz und musste somit in die Erste Division absteigen. Die Teams auf den Plätzen 16 und 17 spielten in weiteren 19 Relegationsspielen gegen die Mannschaften auf Platz 2 bis 9 der Ersten Division um den Verbleib bzw. Aufstieg in die Eredivisie. Excelsior Rotterdam konnte in der Liga bleiben, während RKC Waalwijk absteigen musste und durch VVV Venlo ersetzt wurde. Der zweite Aufsteiger war BV De Graafschap, der Tabellenerste der Ersten Division.

## Meisterschaftsentscheidung

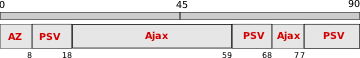
Tabellenführer am letzten Spieltag der Eredivisie

Die Entscheidung über die Meisterschaft fiel äußert knapp erst am letzten Spieltag. Einen Spieltag vor Schluss hatten AZ Alkmaar, Ajax Amsterdam und PSV Eindhoven jeweils 72 Punkte, wobei Alkmaar das beste Torverhältnis besaß und damit zu diesem Zeitpunkt die Tabelle anführte.
In der 8. Spielminute erzielte Eindhoven das 1:0 gegen Vitesse Arnheim und übernahm damit die Tabellenführung. In der 19. Minute ging auch Amsterdam mit 1:0 gegen Willem II Tilburg in Führung. Damit hatten Ajax und PSV jeweils 75 Punkte, Ajax mit +48 jedoch das bessere Torverhältnis und stand damit auf Platz 1. Im Laufe des Spiels erzielte Eindhoven das 4:1, hatte damit eine Tordifferenz von +49 und verdrängte Amsterdam wieder von Platz 1. Als Ajax Amsterdam das 2:0 erzielte, hatten beide Teams die gleiche Tordifferenz, da Ajax aber mehr Saisontore auf dem Konto hatte, übernahmen sie wieder die Tabellenführung.
13 Minuten vor Schluss konnte PSV Eindhoven das 5:1 erzielen und sicherte sich damit endgültig den Meistertitel. Den entscheidenden Treffer erzielte Phillip Cocu, der den Club nach der Saison verließ und zu Al-Jazira Club wechselte. Da AZ Alkmaar gegen Excelsior Rotterdam mit 2:3 verlor, musste man sich mit dem 3. Platz zufriedengeben.

## Teilnehmer und ihre Spielstätten

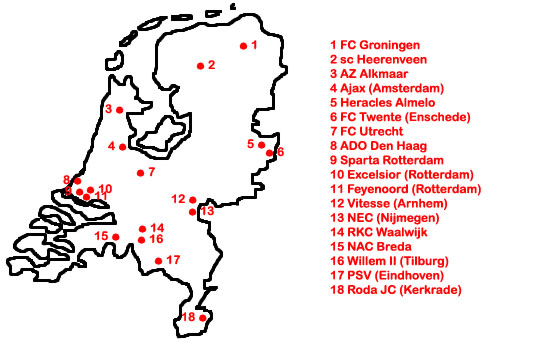
Vereine der Eredivisie 2006/07

| Verein              | Stadion                    | Kapazität |
| ------------------- | -------------------------- | --------- |
| Ajax Amsterdam      | Amsterdam Arena            | 55.500    |
| Feyenoord Rotterdam | De Kuip                    | 51.177    |
| PSV Eindhoven       | Philips Stadion            | 35.000    |
| Vitesse Arnheim     | GelreDome                  | 29.600    |
| SC Heerenveen       | Abe-Lenstra-Stadion        | 26.800    |
| FC Utrecht          | Stadion Galgenwaard        | 24.500    |
| FC Groningen        | Euroborg                   | 20.000    |
| Roda JC Kerkrade    | Parkstad Limburg Stadion   | 20.000    |
| AZ Alkmaar          | DSB Stadion                | 17.023    |
| NAC Breda           | Rat-Verlegh-Stadion        | 17.000    |
| Willem II Tilburg   | König-Wilhelm-II.-Stadion  | 14.700    |
| Twente Enschede     | Arke Stadion               | 13.500    |
| NEC Nijmegen        | McDOS Goffertstadion       | 12.600    |
| ADO Den Haag        | Zuiderpark-Stadion         | 11.500    |
| Sparta Rotterdam    | Sparta Stadion Het Kasteel | 11.000    |
| Heracles Almelo     | Polman Stadion             | 08.800    |
| RKC Waalwijk        | Mandemakers Stadion        | 06.200    |
| Excelsior Rotterdam | Stadion Woudestein         | 03.500    |

## Abschlusstabelle
| Pl. | Verein                  | Sp. | S  | U  | N  | Tore    | Diff. | Punkte |
| --- | ----------------------- | --- | -- | -- | -- | ------- | ----- | ------ |
| 1.  | PSV Eindhoven (M)       | 34  | 23 | 6  | 5  | 075:250 | +50   | 75     |
| 2.  | Ajax Amsterdam (P)      | 34  | 23 | 6  | 5  | 084:350 | +49   | 75     |
| 3.  | AZ Alkmaar              | 34  | 21 | 9  | 4  | 083:310 | +52   | 72     |
| 4.  | FC Twente Enschede      | 34  | 19 | 9  | 6  | 067:370 | +30   | 66     |
| 5.  | SC Heerenveen           | 34  | 16 | 7  | 11 | 060:430 | +17   | 55     |
| 6.  | Roda JC Kerkrade        | 34  | 15 | 9  | 10 | 047:360 | +11   | 54     |
| 7.  | Feyenoord Rotterdam     | 34  | 15 | 8  | 11 | 056:660 | −10   | 53     |
| 8.  | FC Groningen            | 34  | 15 | 6  | 13 | 054:540 | ±0    | 51     |
| 9.  | FC Utrecht              | 34  | 13 | 9  | 12 | 041:440 | −3    | 48     |
| 10. | NEC Nijmegen            | 34  | 12 | 8  | 14 | 036:440 | −8    | 44     |
| 11. | NAC Breda               | 34  | 12 | 7  | 15 | 043:540 | −11   | 43     |
| 12. | Vitesse Arnheim         | 34  | 10 | 8  | 16 | 050:550 | −5    | 38     |
| 13. | Sparta Rotterdam        | 34  | 10 | 7  | 17 | 040:660 | −26   | 37     |
| 14. | Heracles Almelo         | 34  | 7  | 11 | 16 | 032:640 | −32   | 32     |
| 15. | Willem II Tilburg       | 34  | 8  | 7  | 19 | 031:640 | −33   | 31     |
| 16. | Excelsior Rotterdam (N) | 34  | 8  | 6  | 20 | 043:650 | −22   | 30     |
| 17. | RKC Waalwijk            | 34  | 6  | 9  | 19 | 033:600 | −27   | 27     |
| 18. | ADO Den Haag            | 34  | 3  | 8  | 23 | 040:720 | −32   | 17     |

Platzierungskriterien: 1. Punkte – 2. Tordifferenz – 3. geschossene Tore

| (M) | amtierender Meister     |
| (P) | amtierender Pokalsieger |
| (N) | Neuaufsteiger           |

## Kreuztabelle
Die Kreuztabelle stellt alle Ergebnisse der regulären Saison dar. In der linken Spalte steht die Heimmannschaft, in der oberen die Gastmannschaft.
| 2006/07             | ADO | AJX | ALK | EXC | FEY | GRO   | HEE | HER | NAC | NEC | PSV | RKC | RJC | SPA | TWE | UTR | VIT   | WIL |
| ADO Den Haag        |     | 1:2 | 1:3 | 2:2 | 3:3 | 1:3 1 | 2:3 | 2:0 | 0:2 | 0:2 | 0:2 | 1:1 | 0:2 | 2:4 | 1:2 | 1:1 | 0:3 2 | 2:1 |
| Ajax Amsterdam      | 2:0 |     | 2:2 | 2:2 | 4:1 | 3:2   | 0:1 | 3:0 | 2:0 | 2:0 | 0:1 | 5:0 | 2:0 | 5:2 | 1:1 | 2:0 | 3:0   | 6:0 |
| AZ Alkmaar          | 2:2 | 1:1 |     | 5:0 | 0:0 | 2:0   | 3:1 | 5:0 | 8:1 | 0:0 | 1:3 | 2:0 | 2:2 | 3:0 | 2:2 | 5:1 | 1:0   | 2:0 |
| Excelsior Rotterdam | 3:1 | 1:3 | 3:2 |     | 1:3 | 0:2   | 3:1 | 6:1 | 0:2 | 1:1 | 0:0 | 0:3 | 0:1 | 3:1 | 1:2 | 0:1 | 2:2   | 3:2 |
| Feyenoord Rotterdam | 3:1 | 0:4 | 3:2 | 1:0 |     | 0:4   | 4:3 | 0:0 | 3:2 | 1:1 | 1:1 | 3:1 | 4:3 | 3:2 | 2:1 | 2:0 | 2:1   | 0:0 |
| FC Groningen        | 2:5 | 2:3 | 1:1 | 2:1 | 3:0 |       | 1:1 | 2:1 | 3:1 | 4:1 | 0:2 | 1:1 | 2:1 | 0:1 | 1:1 | 0:2 | 4:3   | 4:1 |
| SC Heerenveen       | 1:1 | 0:2 | 1:3 | 2:0 | 5:1 | 4:2   |     | 5:1 | 4:2 | 3:0 | 0:0 | 1:0 | 1:0 | 2:0 | 1:2 | 0:0 | 0:0   | 5:0 |
| Heracles Almelo     | 4:3 | 0:3 | 0:0 | 3:2 | 4:1 | 0:1   | 1:0 |     | 2:0 | 0:0 | 0:2 | 1:1 | 1:1 | 2:3 | 3:0 | 3:0 | 2:2   | 2:2 |
| NAC Breda           | 2:2 | 1:2 | 1:4 | 2:1 | 4:1 | 0:0   | 1:1 | 1:1 |     | 0:2 | 1:1 | 2:1 | 0:2 | 3:1 | 0:0 | 2:1 | 2:1   | 0:0 |
| NEC Nijmegen        | 3:2 | 2:2 | 0:2 | 0:1 | 4:1 | 1:1   | 0:2 | 2:0 | 2:1 |     | 2:1 | 1:0 | 0:0 | 1:2 | 0:3 | 2:0 | 1:0   | 1:2 |
| PSV Eindhoven       | 2:1 | 1:5 | 2:3 | 4:0 | 2:1 | 1:0   | 3:1 | 3:0 | 3:0 | 3:1 |     | 2:0 | 4:1 | 7:0 | 2:0 | 5:0 | 5:1   | 4:0 |
| RKC Waalwijk        | 1:0 | 2:2 | 0:2 | 1:1 | 2:2 | 0:2   | 0:2 | 2:0 | 0:1 | 0:1 | 0:3 |     | 3:2 | 2:1 | 1:2 | 1:1 | 3:1   | 1:1 |
| Roda JC Kerkrade    | 1:0 | 2:0 | 0:2 | 2:0 | 1:2 | 0:1   | 1:0 | 7:0 | 3:2 | 1:0 | 2:0 | 1:1 |     | 2:1 | 2:0 | 0:0 | 2:4   | 2:1 |
| Sparta Rotterdam    | 2:1 | 3:0 | 0:2 | 2:1 | 1:4 | 0:1   | 2:2 | 0:0 | 0:3 | 0:4 | 1:1 | 1:0 | 2:2 |     | 3:0 | 1:1 | 1:2   | 1:0 |
| FC Twente Enschede  | 3:1 | 1:4 | 3:0 | 4:1 | 3:0 | 7:1   | 5:1 | 1:1 | 2:1 | 4:0 | 1:0 | 4:3 | 2:2 | 2:0 |     | 3:0 | 2:0   | 0:0 |
| FC Utrecht          | 2:0 | 2:3 | 0:4 | 1:0 | 2:1 | 3:0   | 1:0 | 0:0 | 1:0 | 3:0 | 1:1 | 5:0 | 2:0 | 2:2 | 0:0 |     | 2:0   | 3:0 |
| Vitesse Arnheim     | 2:2 | 4:2 | 1:3 | 2:3 | 0:1 | 3:2   | 1:3 | 4:0 | 0:1 | 1:1 | 0:1 | 3:1 | 0:0 | 3:0 | 1:1 | 4:2 |       | 1:0 |
| Willem II Tilburg   | 2:1 | 0:2 | 0:4 | 2:1 | 3:5 | 3:0   | 1:3 | 2:0 | 0:2 | 1:0 | 1:3 | 3:1 | 0:1 | 0:0 | 1:3 | 2:1 | 0:0   |     |

## Play-offs

### UEFA Champions League
Teilnehmer: Die Mannschaften auf Platz 2 bis 5

#### 1. Runde
|                    | Gesamt |                | Hinspiel | Rückspiel |
| ------------------ | ------ | -------------- | -------- | --------- |
| SC Heerenveen      | 1:4    | Ajax Amsterdam | 1:0      | 0:4       |
| FC Twente Enschede | 1:3    | AZ Alkmaar     | 1:1      | 0:2       |

#### 2. Runde
|            | Gesamt |                | Hinspiel | Rückspiel |
| ---------- | ------ | -------------- | -------- | --------- |
| AZ Alkmaar | 2:4    | Ajax Amsterdam | 2:1      | 0:3       |

Damit qualifizierte sich Ajax Amsterdam für die dritte Qualifikationsrunde zur UEFA Champions League 2007/08. AZ Alkmaar, SC Heerenveen und FC Twente Enschede nahmen am UEFA-Pokal 2007/08 teil.

### UEFA-Pokal
Teilnehmer: Die Mannschaften auf Platz 6 bis 9

#### 1. Runde
|              | Gesamt    |                     | Hinspiel | Rückspiel |
| ------------ | --------- | ------------------- | -------- | --------- |
| FC Utrecht   | (a)1:1(a) | Roda JC Kerkrade    | 0:0      | 1:1       |
| FC Groningen | 3:2       | Feyenoord Rotterdam | 2:1      | 1:1       |

#### 2. Runde
|            | Gesamt |              | Hinspiel | Rückspiel |
| ---------- | ------ | ------------ | -------- | --------- |
| FC Utrecht | 1:4    | FC Groningen | 0:2      | 1:2       |

Der FC Groningen erhielt einen Startplatz für den UEFA-Pokal 2007/08.

### Intertoto Cup
Teilnehmer: Die Mannschaften auf Platz 10 bis 13

#### 1. Runde
|                  | Gesamt |              | Hinspiel | Rückspiel |
| ---------------- | ------ | ------------ | -------- | --------- |
| Sparta Rotterdam | 2:3    | NEC Nijmegen | 1:1      | 1:2       |
| Vitesse Arnheim  | 4:2    | NAC Breda    | 3:2      | 1:0       |

#### 2. Runde
|                 | Gesamt |              | Hinspiel | Rückspiel |
| --------------- | ------ | ------------ | -------- | --------- |
| Vitesse Arnheim | 3:0    | NEC Nijmegen | 1:0      | 2:0       |

#### 3. Runde
In dieser Runde traf der Sieger der 2. Runde auf den unterlegenen Finalisten der UEFA-Pokal-Playoffs.
|                 | Gesamt    |            | Hinspiel | Rückspiel |
| --------------- | --------- | ---------- | -------- | --------- |
| Vitesse Arnheim | (a)2:2(a) | FC Utrecht | 2:2      | 0:0       |

Damit war der FC Utrecht für den UEFA Intertoto Cup 2007 qualifiziert.

### Relegation
Der 16. und 17. der Eredivisie spielten mit den acht Teams aus der Eersten Divisie, die die Plätze zwei bis neun belegten, in drei K.o.-Runden um zwei Startplätze für die folgende Spielzeit in der Eredivisie.

#### 1. Runde
|            | Gesamt |                 | Hinspiel | Rückspiel |
| ---------- | ------ | --------------- | -------- | --------- |
| FC Zwolle  | 1:2    | FC Dordrecht    | 0:1      | 1:1       |
| BV Veendam | 5:3    | Go Ahead Eagles | 5:1      | 0:2       |

#### 2. Runde
Teilnehmer: Die Sieger der 1. Runde, Platz 2 bis 5 der Eersten Divisie und Platz 16 und 17 der Eredivisie.
|              | Gesamt |                     | Hinspiel | Rückspiel | Spiel 3 |
| ------------ | ------ | ------------------- | -------- | --------- | ------- |
| FC Dordrecht | 2:5    | RKC Waalwijk        | 2:0      | 0:2       | 0:3     |
| FC Den Bosch | 2:3    | VVV-Venlo           | 1:2      | 1:0       | 0:1     |
| FC Volendam  | 3:6    | RBC Roosendaal      | 3:5      | 0:1       | -       |
| BV Veendam   | 0:4    | Excelsior Rotterdam | 0:1      | 0:3       | -       |

#### 3. Runde
|                | Gesamt |                     | Hinspiel | Rückspiel | Spiel 3 |
| -------------- | ------ | ------------------- | -------- | --------- | ------- |
| VVV-Venlo      | 5:1    | RKC Waalwijk        | 2:0      | 0:1       | 3:0     |
| RBC Roosendaal | 1:2    | Excelsior Rotterdam | 1:1      | 0:1       | -       |

VVV-Venlo stieg damit auf und Excelsior Rotterdam verblieb in der Eredivisie. RKC Waalwijk musste absteigen. Die anderen Teilnehmer dieses Play-offs verblieben in der Ersten Division.

## Die Meistermannschaft des PSV Eindhoven
(In den Klammern hinter den Spielernamen werden die Anzahl der Einsätze und Tore der Meistersaison angegeben)
| 1. | PSV Eindhoven |
| -- | --- |
|    | - Tor: Heurelho Gomes (32/-); Oscar Moens (2/-) - Abwehr: Carlos Salcido (33/1); Alex (29/6); Jan Kromkamp (28/-); Manuel da Costa (15/1); Eric Addo (14/-); Michael Reiziger (10/1); Alcides (9/1); Michael Lamey (7/-); Xiang Sun (5/-) - Mittelfeld: Timmy Simons (34/5); Phillip Cocu (32/7); Ibrahim Afellay (27/6); Edison Méndez (26/5); Jason Culina (27/1); Mika Väyrynen (17/-); Ismaïl Aissati (10/1); Csaba Fehér (3/-) - Sturm: Arouna Koné (31/10); Jefferson Farfán (30/21); Patrick Kluivert (16/3); Diego Tardelli (13/3); Roy Beerens (7/1); Género Zeefuik (3/-) - Trainer: Ronald Koeman |

* Jan Vennegoor of Hesselink (1/-) hat den Verein während der Saison verlassen.

## Torschützenliste
Nur Tore in der regulären Saison werden berücksichtigt.
| Pl. | Name                | Mannschaft         | Tore |
| --- | ------------------- | ------------------ | ---- |
| 1.  | Afonso Alves        | SC Heerenveen      | 34   |
| 2.  | Danny Koevermans    | AZ Alkmaar         | 22   |
| 2.  | Blaise Nkufo        | FC Twente Enschede | 22   |
| 4.  | Jefferson Farfán    | PSV Eindhoven      | 21   |
| 4.  | Klaas-Jan Huntelaar | Ajax Amsterdam     | 21   |
| 6.  | Danko Lazović       | Vitesse Arnheim    | 19   |
| 7.  | Wesley Sneijder     | Ajax Amsterdam     | 18   |
| 8.  | Kennedy Bakırcıoğlu | FC Twente Enschede | 15   |
| 9.  | Schota Arweladse    | AZ Alkmaar         | 14   |
| 10. | Erik Nevland        | FC Groningen       | 13   |